# Rockendorf
Rockendorf ist ein Ortsteil der Gemeinde Krölpa im Saale-Orla-Kreis im thüringischen Vogtland.

## Geographie
Rockendorf liegt an der Kotschau,  etwa einen Kilometer westsüdwestlich der Ortslage von Krölpa an der B 281.

## Geschichte
Die erste urkundliche Erwähnung Rockendorfs erfolgte 1169 als Sitz des Adeligen Heinrich von Rockendorf. Das Rittergut mit seinen Ansiedlungen wurde 1425 an das Adelsgeschlecht von Brockendorf zu Naumburg verkauft und fiel im Jahre 1448 an die Herren von Brandenstein. Rockendorf gehörte von 1571 bis 1815 zum kursächsischen Amt Arnshaugk und kam nach dessen auf dem Wiener Kongress beschlossenen Abtretung an den preußischen Landkreis Ziegenrück, zu dem der Ort bis 1945 gehörte. Am 14. April 1945 standen amerikanische Truppen in Rockendorf.
Im Jahr 1624 war die Pest auf dem Dorf gespürt worden.

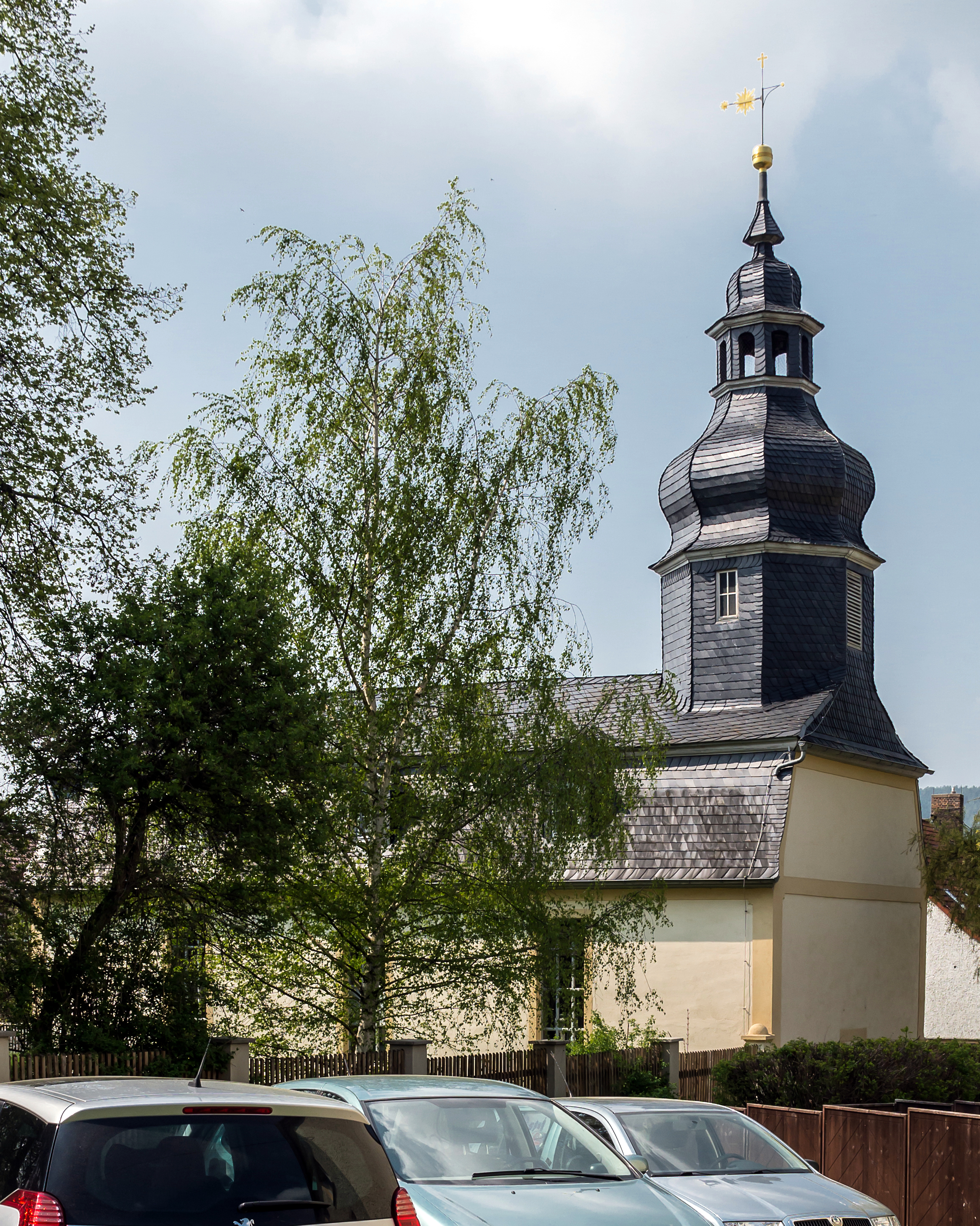
Dorfkirche

Die Dorfkirche Rockendorf wurde 1781 anstelle einer abgebrannten Kapelle gebaut.
Die Gemeinde wurde am 1. Januar 1997 nach Krölpa eingemeindet.

### Einwohnerentwicklung
Entwicklung der Einwohnerzahl (Stand jeweils 31. Dezember):
| - 1819: 193 - 1840: 222 - 1843: 239 - 1867: 259 - 1871: 280 - 1875: 282 - 1880: 312 - 1885: 342 - 1910: 502 - 1925: 507 - 1933: 607 - 1938: 635 - 1939: 651 | - 1950: 878 - 1994: 610 - 1995: 599 - 1996: 603 - 2012: 545 |

 Datenquelle bis 1950: Krölpa — Eine Ortschronik und ab 1994: Thüringer Landesamt für Statistik